# Соконд (комуна)
Соконд (рум. Socond) — комуна у повіті Сату-Маре в Румунії. До складу комуни входять такі села (дані про населення за 2002 рік):
- Куца (418 осіб)
- Соконд (458 осіб) — адміністративний центр комуни
- Соконзел (383 особи)
- Стина (1034 особи)
- Ходіша (283 особи)

Комуна розташована на відстані 423 км на північний захід від Бухареста, 26 км на південь від Сату-Маре, 100 км на північний захід від Клуж-Напоки.

## Населення
За даними перепису населення 2002 року у комуні проживали 2576 осіб.
Національний склад населення комуни:
| Національність | Кількість осіб | Відсоток |
| -------------- | -------------- | -------- |
| румуни         | 1812           | 70,3%    |
| цигани         | 641            | 24,9%    |
| угорці         | 91             | 3,5%     |
| німці          | 30             | 1,2%     |
| словаки        | 2              | 0,1%     |

Рідною мовою назвали:
| Мова      | Кількість осіб | Відсоток |
| --------- | -------------- | -------- |
| румунська | 2418           | 93,9%    |
| угорська  | 88             | 3,4%     |
| циганська | 39             | 1,5%     |
| німецька  | 30             | 1,2%     |
| словацька | 1              | < 0,1%   |

Склад населення комуни за віросповіданням:
| Релігія        | Кількість осіб | Відсоток |
| -------------- | -------------- | -------- |
| православні    | 2366           | 91,8%    |
| римо-католики  | 130            | 5,0%     |
| п'ятдесятники  | 33             | 1,3%     |
| греко-католики | 30             | 1,2%     |
| реформати      | 11             | 0,4%     |
| адвентисти     | 4              | 0,2%     |